# ダイバーシティ東京
ダイバーシティ東京（ダイバーシティとうきょう、DiverCity Tokyo）は、東京都江東区青海にある複合商業施設およびオフィスビル。三井不動産商業マネジメントが運営・管理する「ダイバーシティ東京 プラザ」とサンケイビルが運営・管理する「ダイバーシティ東京 オフィスタワー」で構成されている。

## 概要
東京都港湾局が進める「東京臨海副都心計画」において、青海地区の約1万坪の敷地に対する事業コンペを実施。三井不動産と大和ハウス工業、サンケイビルの3社にフジテレビジョンがイベントプロデューサーとして参画しコンソーシアムを形成。2007年に応募した商業と業務の都市型複合施設のプロポーザルが評価され、当選。事業が着手される。
事業主は先述の3社が共同設立したSPC・「青海Q区画特定目的会社」。
2012年4月にオープンした「ダイバーシティ東京」は、敷地のほぼ中央部に商業施設であるプラザを据え、北側に立体駐車場、南東部にオフィスタワーを配置。ほかにシンボルプロムナード公園沿いの賑わい演出やイベント交流、アメニティの充実を意図してフェスティバル広場も設けた。またプラザ屋上には、屋上菜園（都会の農園）のほか全面緑化を実施。立体駐車場外周部にも壁面緑化を施し、全体で敷地面積の約40%の緑化率を実現している。
名称は、一般公募3,762件の中から選ばれた候補6案より、フジテレビ主催の「お台場合衆国2011〜ぼくらがNIPPON応援団!〜」来場者による投票（152,061票）により決定、2011年8月29日の同イベントで発表された。なお、名称決定前には、「アイドリング!!!」（フジテレビONE）番組内で「緊急企画!フジテレビと湾岸スタジオの間にあるQ地区の名前を考えよう!!」なるコーナーを放送（2011年6月20日）したこともあり、アイドリング!!!メンバーが発表に立ち会っている。

## ダイバーシティ東京 プラザ

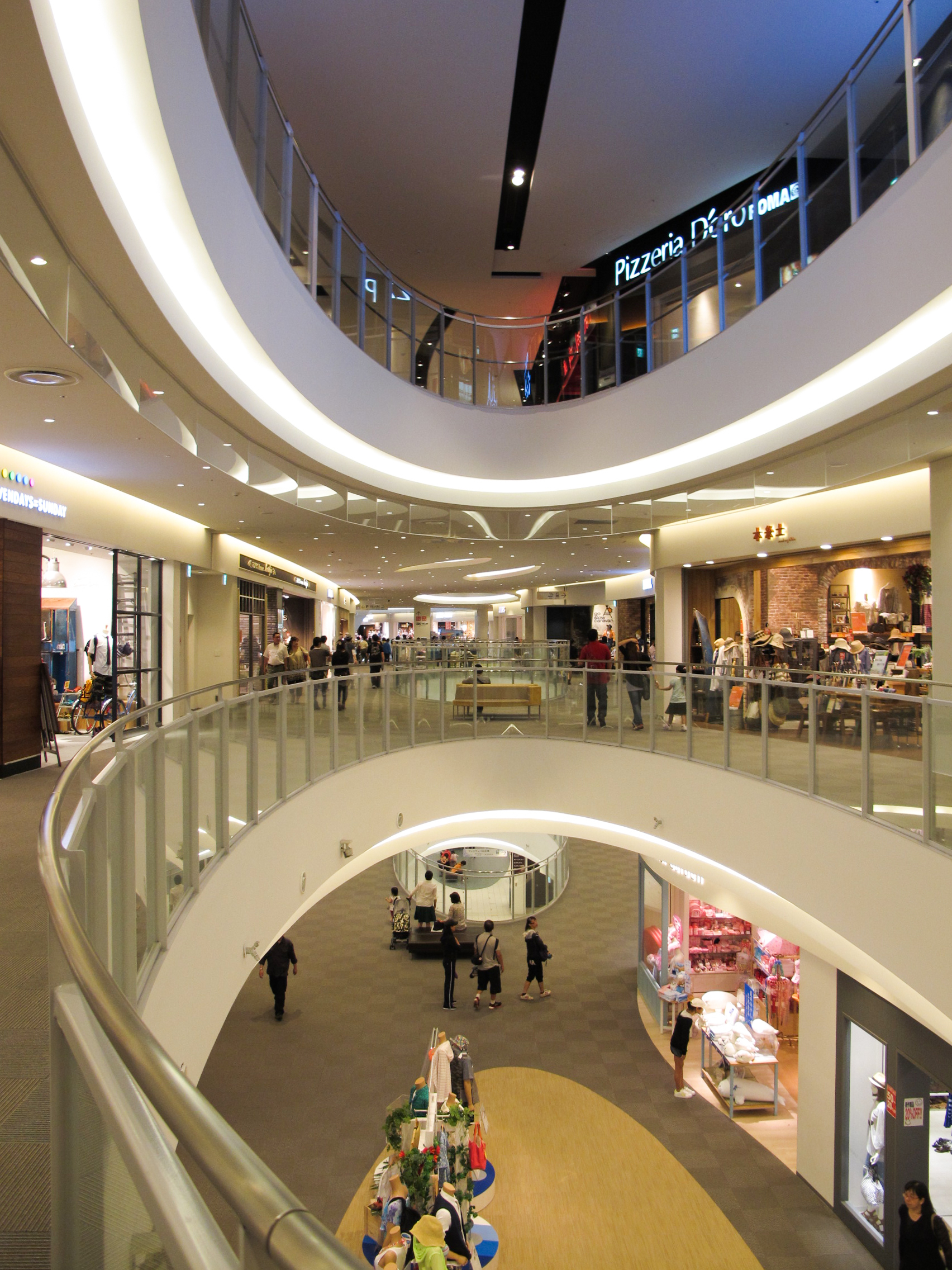
中庭

ダイバーシティ東京内にある商業施設で、三井不動産商業マネジメントが運営を担当する。三井不動産とはららぽーと横浜以来付き合いのあるオーストラリアの組織設計事務所「Buchan Group International Pty Ltd」がデザインを監修した。
開業にあたっては、郊外型の大型商業施設などが設定する商圏を設けず、「劇場型都市空間」をMDコンセプトに据え、国内外の観光客、ファミリー層をターゲットに開業した。物販及び飲食店舗のほか、ライブハウス、アミューズメント施設等が入る。

### ファッション
- ユニクロ
- H&M
- ZARA

など

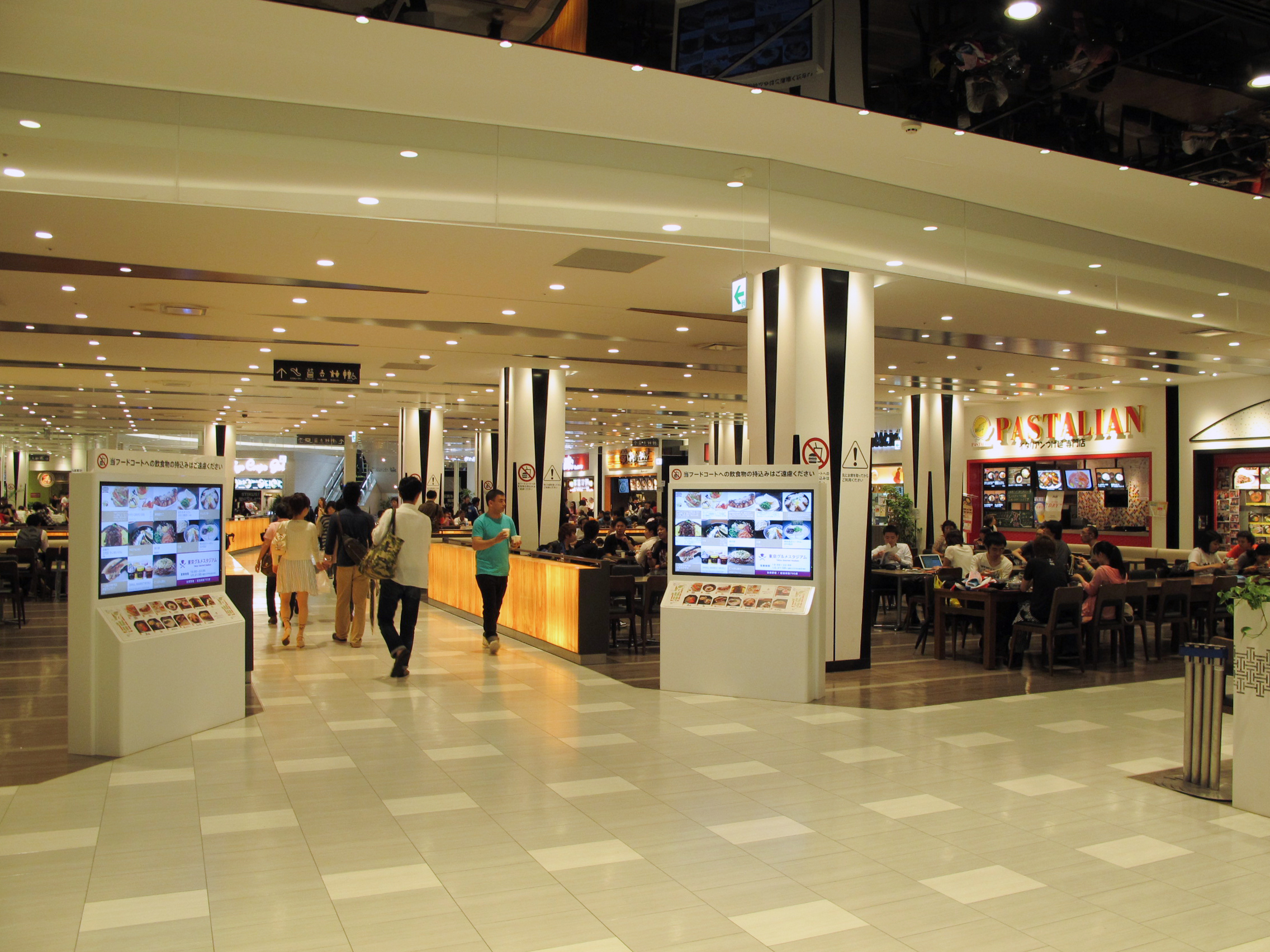
2階Tokyoグルメスタジアム
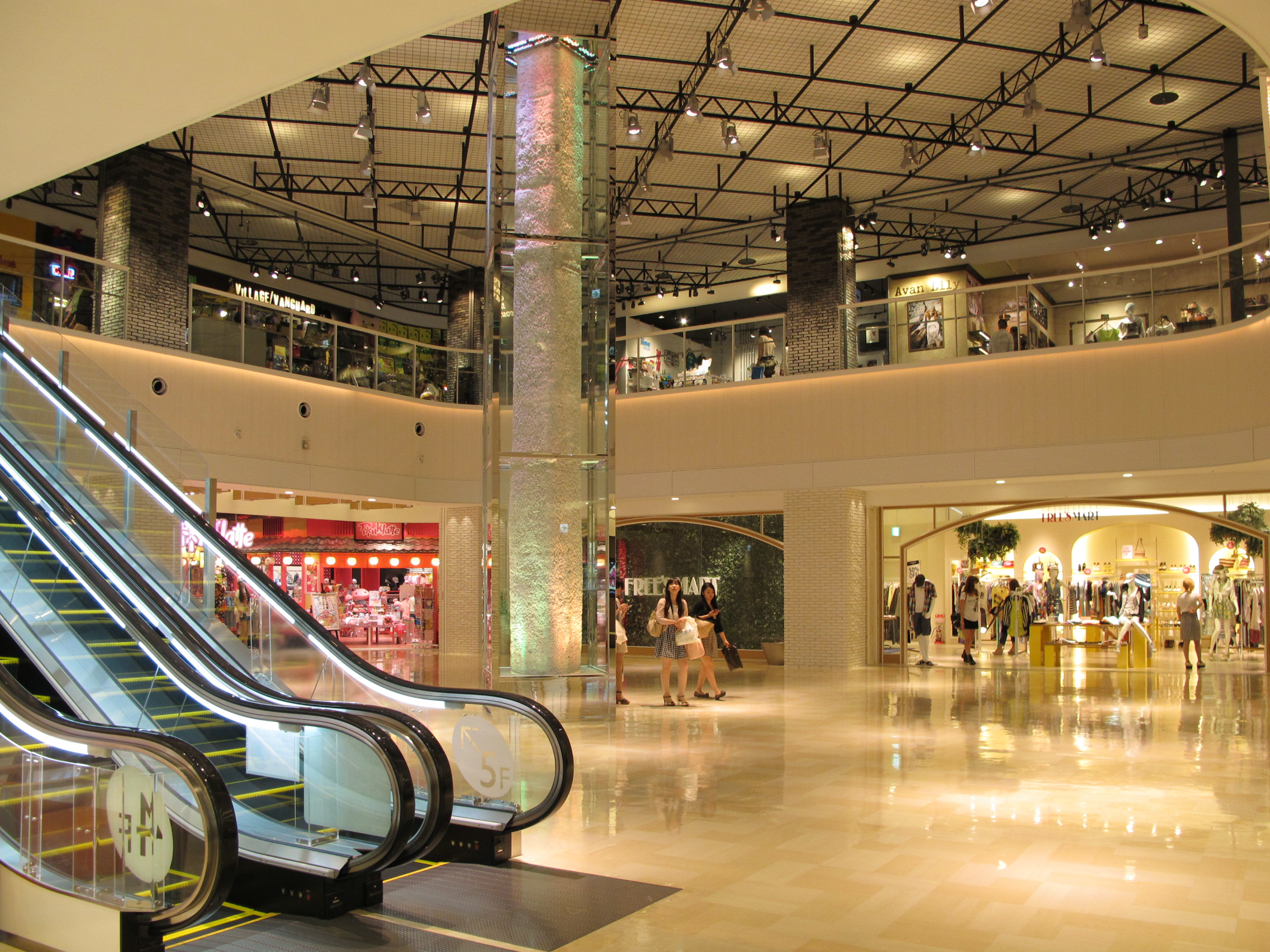
4階
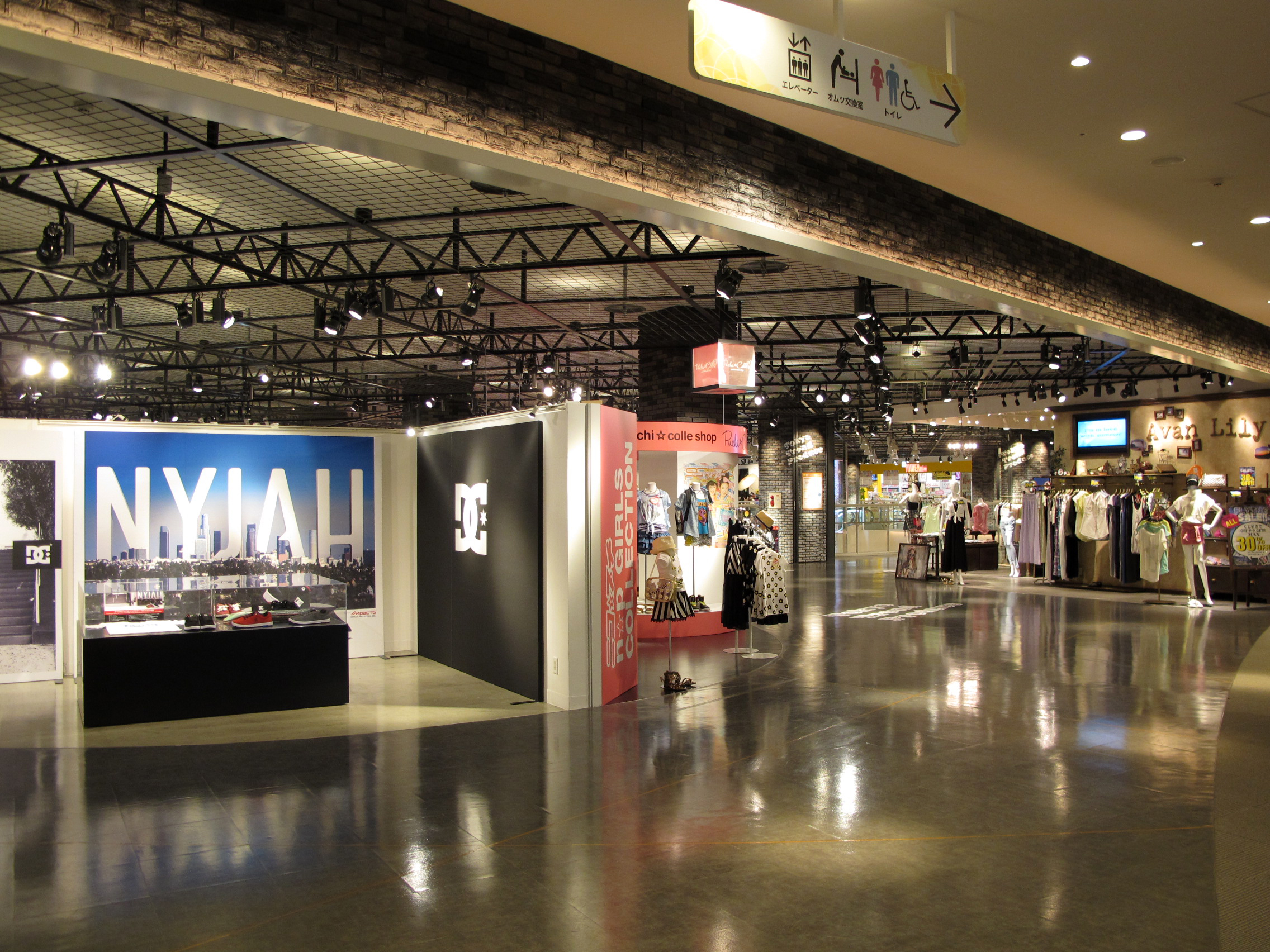
5階H.L.N.Aゾーン
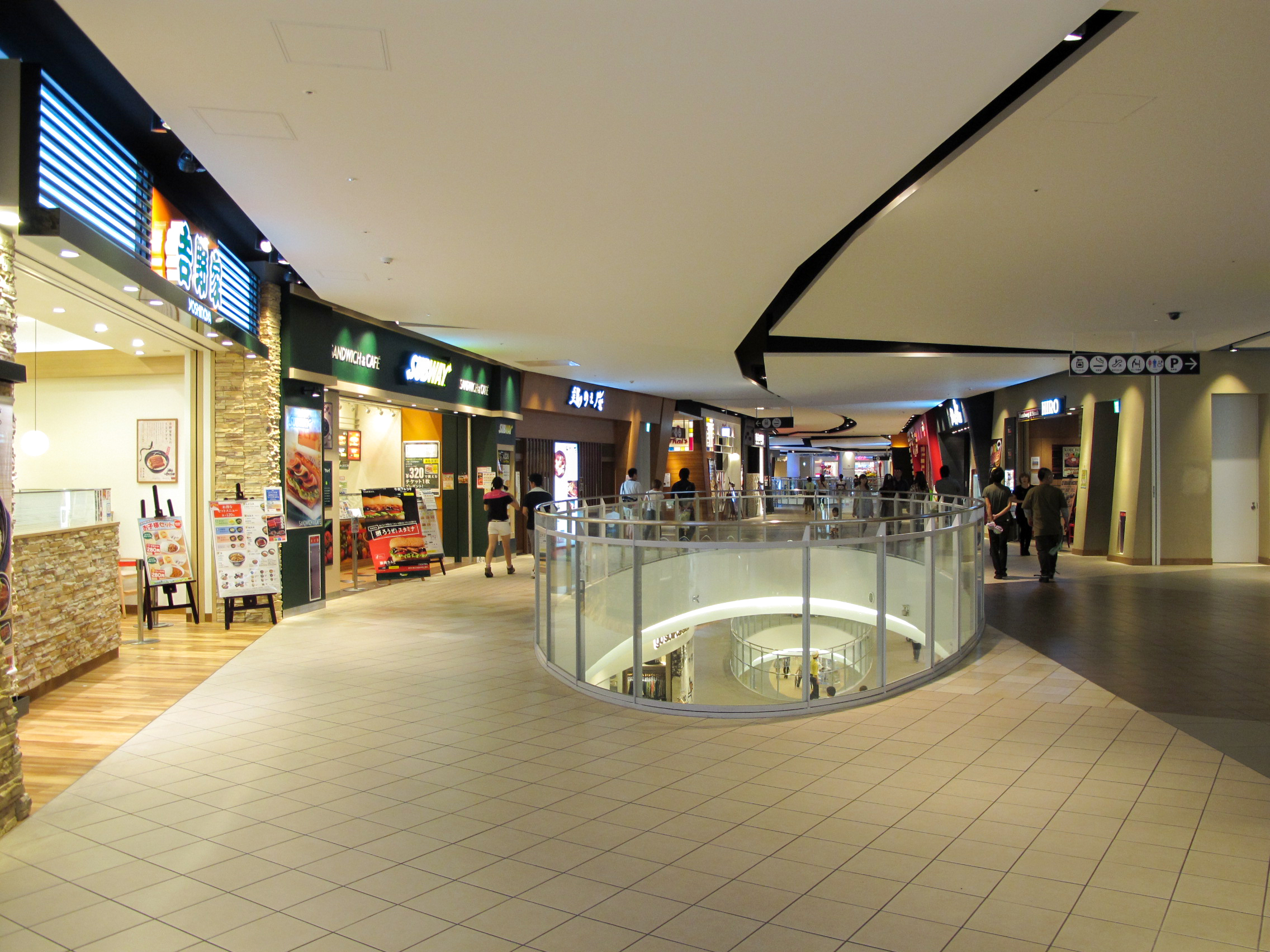
6階レストラン
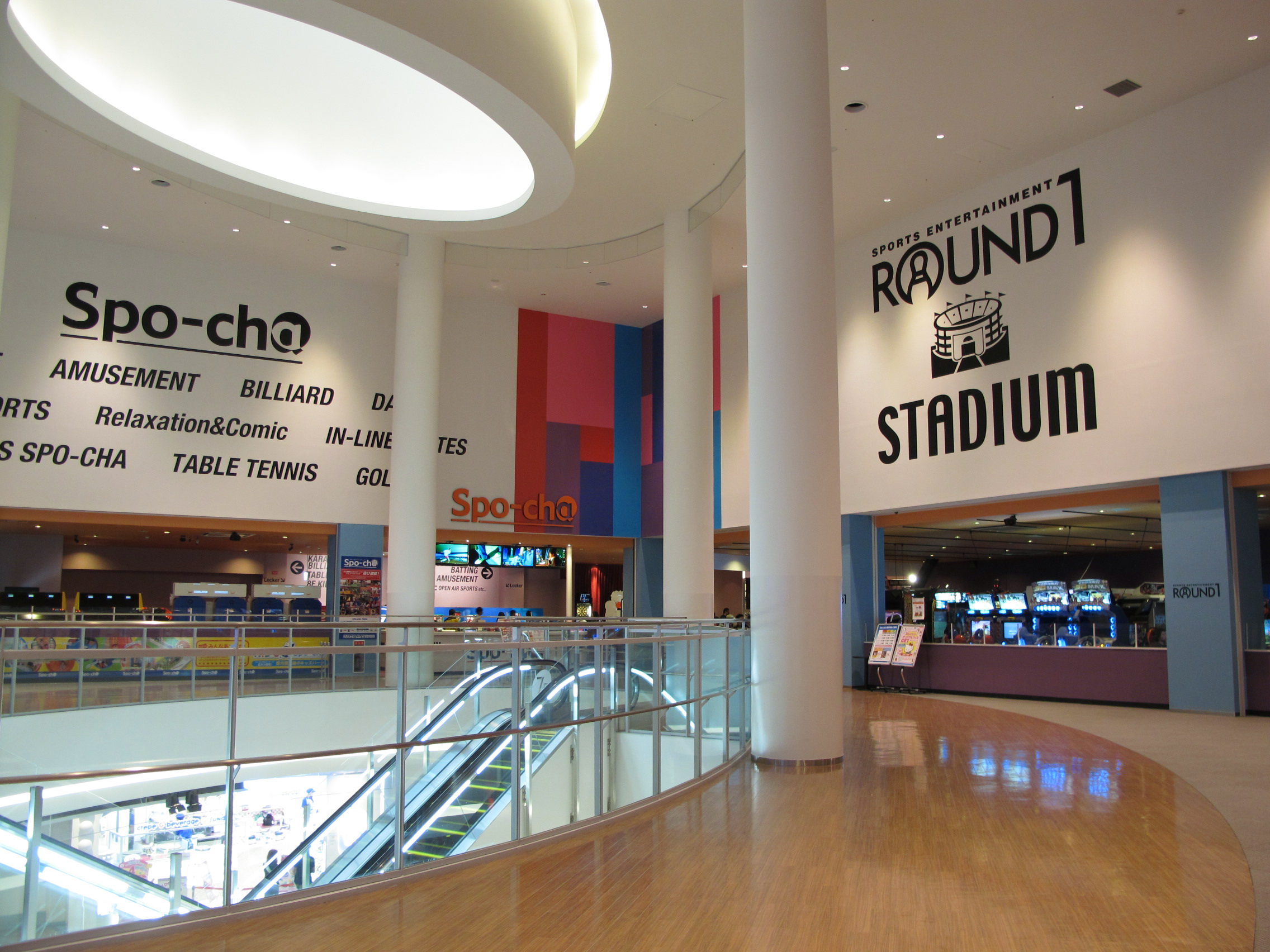
7階
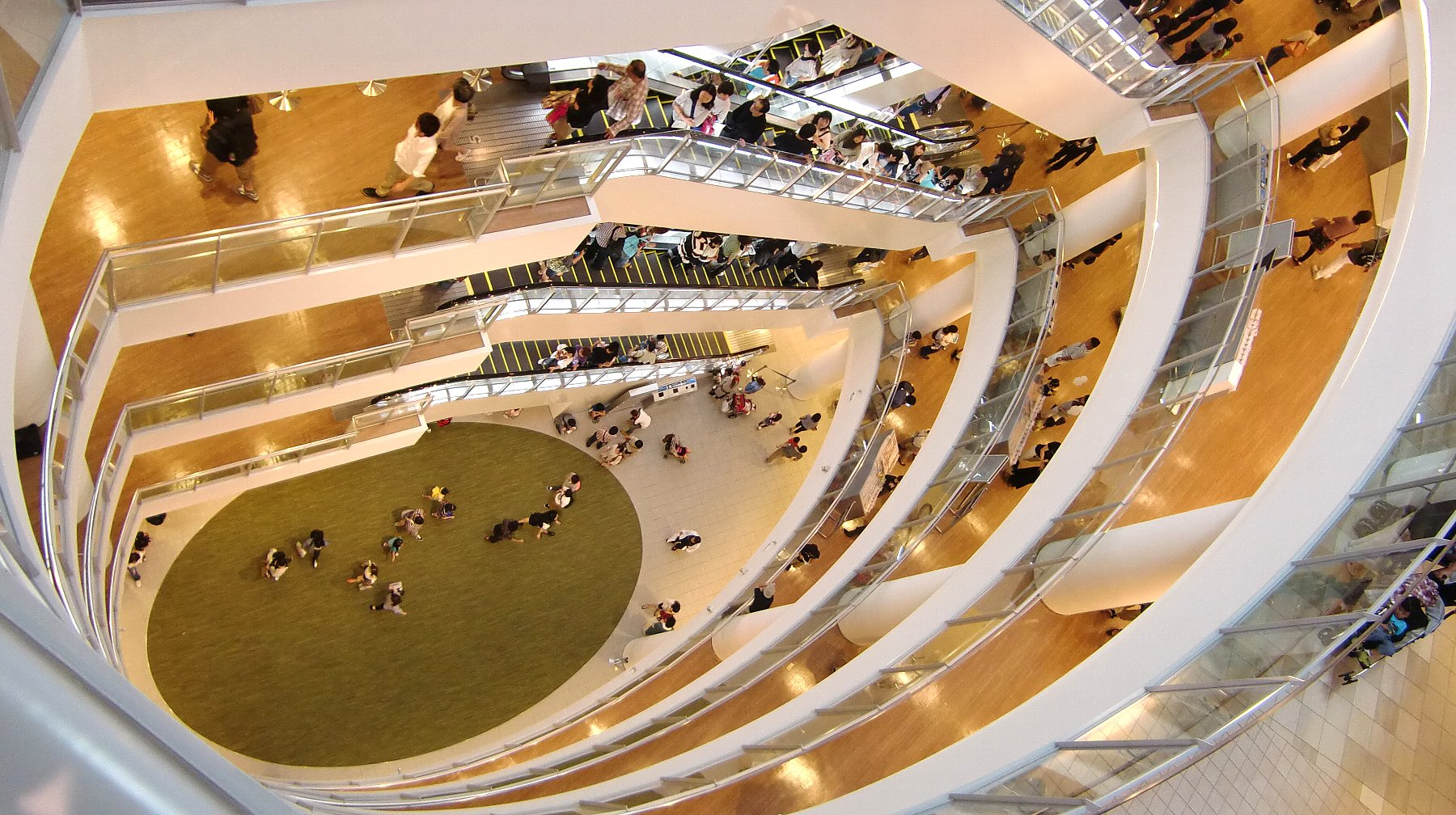
アトリウム最上階から下層階を覗く

### エンターテインメント施設

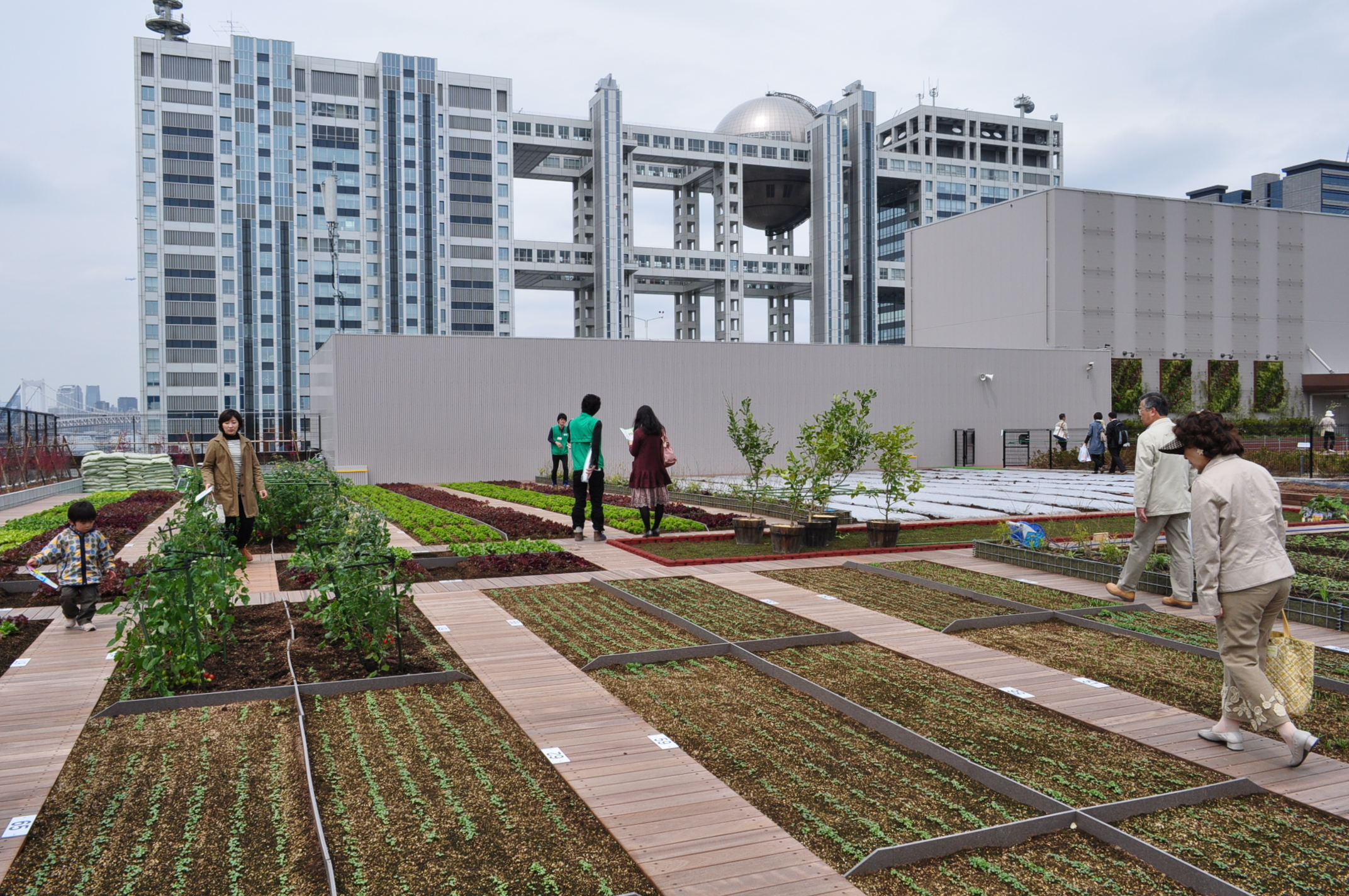
ダイバーシティ東京 プラザの屋上菜園（都会の農園）

実物大ユニコーンガンダム立像

- ガンダムベース東京[11](7F)
2Fフェスティバル広場には実物大ユニコーンガンダム(RG1/1 RX-0 ユニコーンガンダム Ver.TWC)が展示されており、一定の時間帯にて実機の変形演出(ユニコーンモードからデストロイモード)が行われている。夜間の演出では実機のライトアップおよび変形に加え、横の大型ビジョンに特別映像が放映される。かつては実物大ガンダム(RG1/1 RX-78-2 ガンダム Ver.GFT)が展示されていた[12]。
- ラウンドワン（6、7F・スタジアム店舗）
- TYFFONIUM[13](5F) - 次世代MRアトラクション。コンテンツは「コリドール」や「フラクタス」。
- hexaRide[14](5F) - 6軸プラットフォームで制御されるVRライド型アトラクション。コンテンツは「攻殻機動隊」や「進撃の巨人」。
- リトルプラネット (5F)
- Zepp DiverCity（TOKYO） (2F)
- うんこミュージアム TOKYO (2F)…2019年8月開館[15]。

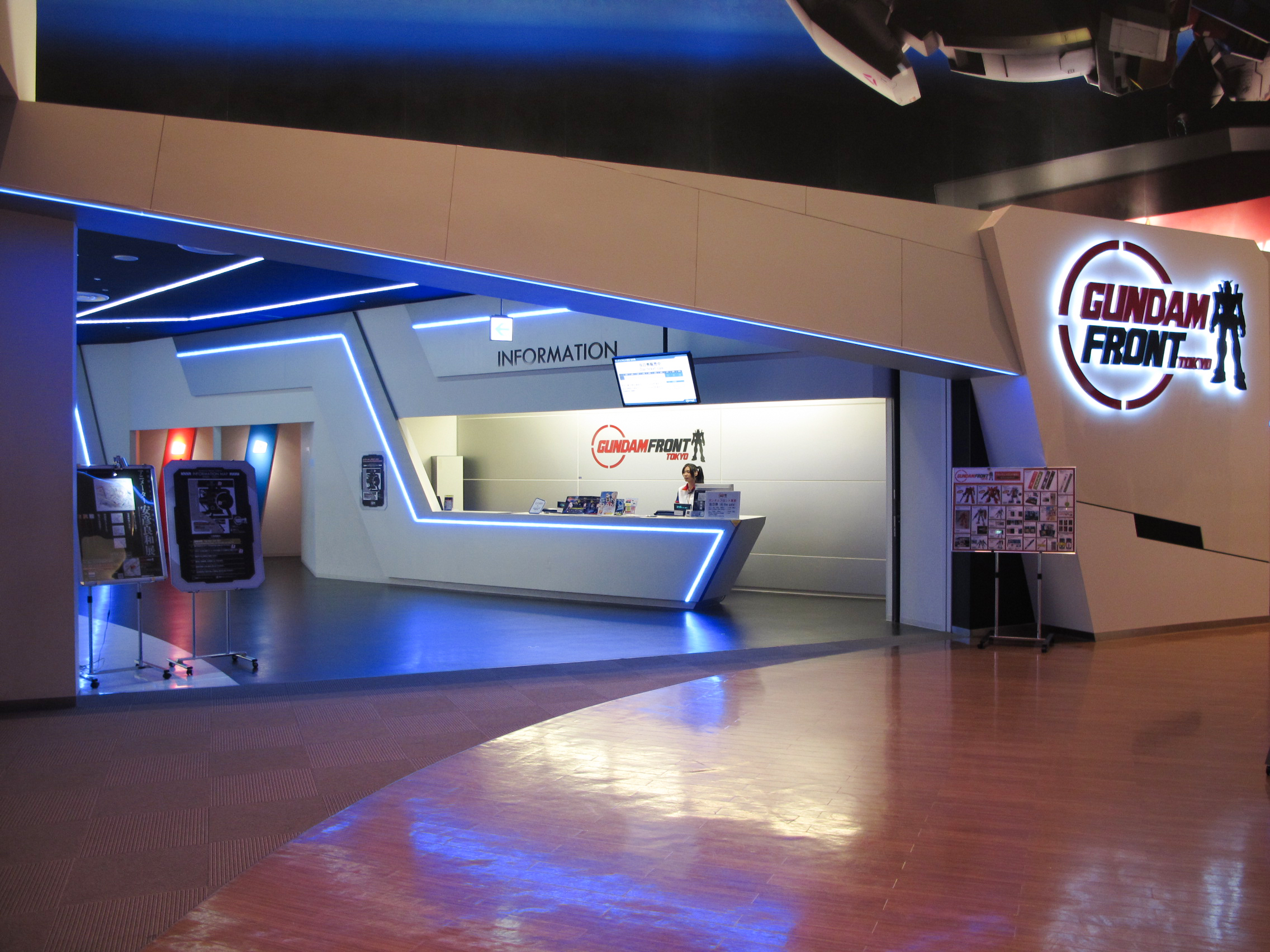
ガンダムフロント東京
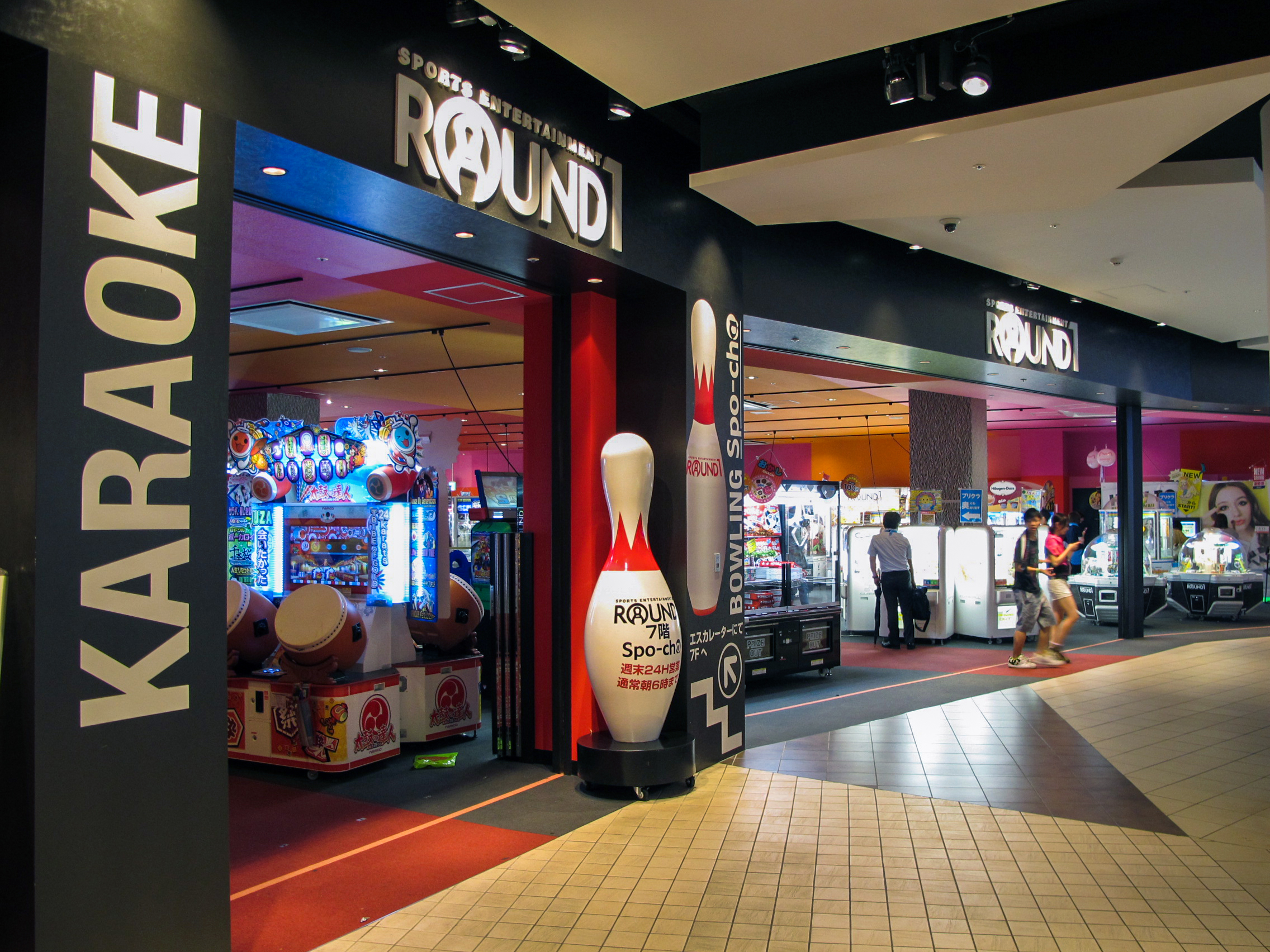
6階ラウンドワン
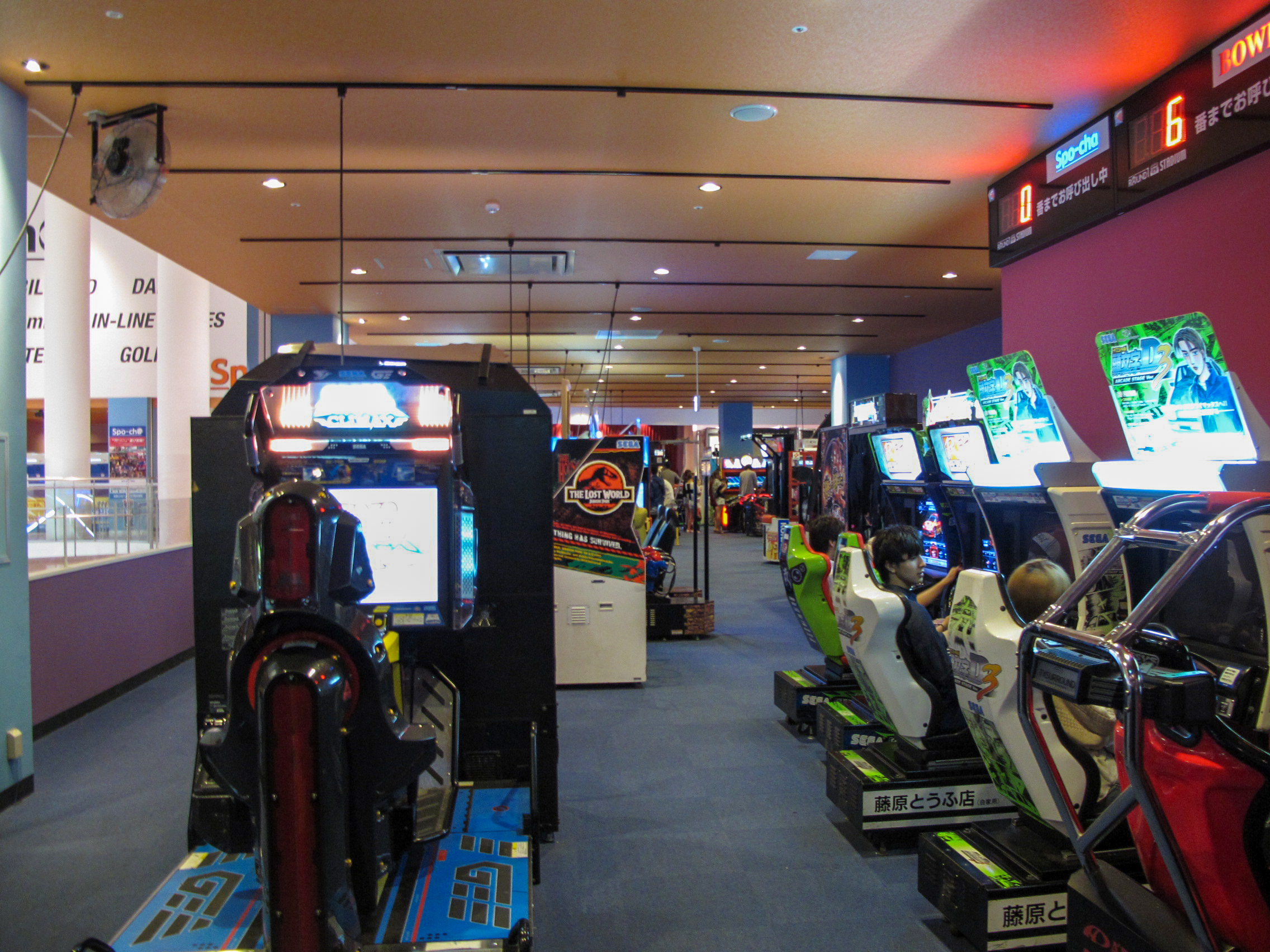
7階ラウンドワン

### フードコート
- 東京グルメスタジアム
臨海副都心最大級のフードコート。

## ダイバーシティ東京 オフィスタワー
地下1階地上21階建て、高さ104.54mのオフィスビルである。フジテレビの部署やフジ・メディア・ホールディングス傘下各社などのほか、2013年10月末までに三井生命（現：大樹生命）が大手町野村ビルからオフィスタワーに本社管理部門の移転を完了させた。
- 20、21F - フジテレビジョン
- 19F - フジミック本社
- 18F - フジクリエイティブコーポレーション本社、マイティプラネット合同会社本社
- 17F - フジ・メディア・テクノロジー（旧:八峯テレビ）、フジアール本社
- 16F - 共同エディット、ニユーテレス本社、ネクステップ、バンエイト本社
- 15F - メルクミリポアトレーニングセンター、アイシン台場開発センター[17]、プログレステクノロジーズ本社
- 12F - 大和ハウスリォーム東京本社
- 8、9F - 大樹生命本社（登記上の本店は千代田区大手町）
- 7F - スタジオヴェルト本社、サントリーシステムテクノロジー東京オフィス
- 6F - エフシージー総合研究所、共同テレビジョンダイバーシティ東京分室
- 4F - 日芸本社
- 3、4F - フジテレビジョン

## アクセス
電車
- りんかい線「東京テレポート駅」徒歩3分
- ゆりかもめ「台場駅」徒歩5分

バス
- 都営バス 波01・海01(KM01)・陽12-3系統「東京テレポート駅前」下車
- お台場レインボーバス「フジテレビ前/アクアシティお台場前」下車
- 東京BRT 幹線ルート「東京テレポート」下車　※平日は運行なし

リムジンバス
- 東京空港交通 羽田空港から「ヒルトン東京お台場」または「グランドニッコー東京台場」下車